# Ljetovik
Ljetovik je naseljeno mjesto u općini Kiseljak, Federacija Bosne i Hercegovine, BiH.

## Stanovništvo

### 1991.
Nacionalni sastav stanovništva 1991. godine, bio je sljedeći:
ukupno: 261
- Hrvati - 246
- Jugoslaveni - 14
- ostali, neopredijeljeni i nepoznato - 1

### 2013.
Nacionalni sastav stanovništva 2013. godine, bio je sljedeći:
ukupno: 162
- Hrvati - 160
- Srbi - 1
- Bošnjaci - 1